# Norrlands nations idrottsförening
Norrlands nations idrottsförening (NNIF) är en idrottsförening vid Norrlands nation för studenter i Uppsala, grundad 1973. 
Föreningen har genom tiderna haft aktiviteter inom många bollsporter men även till exempel klättring, dans, yoga och styrketräning. Under storhetstiden på 1980-talet hade föreningen över 1000 medlemmar och verksamhet i 15 sektioner.
NNIF blev under säsongen 2005-2006 utsedda till "Sveriges bästa studentidrottsförening" av SAIF, bland annat genom segrar i utomhusfotboll, inomhusfotboll, badminton och alpint. NNIF vann Student-SM i löpning 2013, både med bästa man och som bästa lag. Idag har NNIF aktiviteter inom fotboll, badminton, löpning, volleyboll, innebandy, klättring och styrketräning. 

## Ordförande genom tiderna
- Peter Bergh
- 1991 Peter Huotila
- 1992 Johan Melin
- 1993 Patrik Nilsson
- 1994 Anna Åström (Trulson)
- 1995 Pär Mattsson
- 2002-2003 Kjell Tillstrand
- 2003-2004 Sara Person
- 2004-2005 Robert Hadefjell
- 2005-2008 Oli Juliusson
- 2008      Björn Molander
- 2009      Tommie Forslund
- 2009-2010 Christoffer Stark
- 2010-2011 Martin Näslund
- 2011-2012 Joachim Pettersson
- 2012-2013 Glenn Wouda
- 2013-2014 Simon Adolfsson
- 2014 - Zara Howard